# Malblomflugor
Malblomflugor (Xanthandrus) är ett släkte i familjen blomflugor. 

## Kännetecken
Malblomflugor är medelstora blomflugor med en längd på cirka 10 millimeter med orangegula teckningar på bakkroppen.

## Levnadssätt
Till skillnad från de flesta andra släkten i underfamiljen Syrphinae så lever malblomflugorna inte på bladlöss utan på larver av kolonilevande fjärilar, till exempel vissa arter av malar och vecklare.

## Utbredning
Det finns cirka 25 arter av malblomflugor i världen. Endast en art finns på det europeiska fastlandet. En art är endemisk för Madeira och en på Azorerna. De flesta arterna finns i Syd- och Mellanamerika där 14 arter förekommer. Ytterligare en art finns i Afrika, fem i den orientaliska regionen och två i den australiska regionen

### Arter i Norden
Endast en art är känd i Norden.
- Malblomfluga (X. comtus). Förekommer i Sverige ganska sällsynt i Götaland och Svealand.